# Confédération générale du travail de La Réunion
La  Confédération générale du travail de La Réunion est un syndicat français actif sur l'île de La Réunion, département d'outre-mer dans le sud-ouest de l'océan Indien. Fondé en 1968, il est proche de la Confédération générale du travail. Ainsi, en octobre 2008, il célèbre son quarantième anniversaire en présence du secrétaire général de l'organisme national, Bernard Thibault. Son siège est situé à Saint-Denis.